# Кефисс (Арголида)
Кефисс — река в Арголиде, в древнегреческой мифологии её речной бог. Сын Океана и Тефиды. Рассудил Посейдона и Геру вместе с Инахом и Астерионом в их споре за Арголиду, присудив страну Гере. Его храм в Аргосе, в гневе Посейдон напустил засуху на страну, но уничтожил не всю его воду. Его уподобляют быку.